# Hillsdale (Michigan)
Hillsdale é uma cidade localizada no estado americano de Michigan, no Condado de Hillsdale.

## Demografia
Segundo o censo americano de 2000, a sua população era de 8233 habitantes.
Em 2006, foi estimada uma população de 7894, um decréscimo de 339 (-4.1%).

## Geografia
De acordo com o United States Census Bureau tem uma área de
14,4 km², dos quais 13,8 km² cobertos por terra e 0,6 km² cobertos por água. Hillsdale localiza-se a aproximadamente 329 m acima do nível do mar.

## Localidades na vizinhança
O diagrama seguinte representa as localidades num raio de 20 km ao redor de Hillsdale.